# Fischingen (powiat Lörrach)
Fischingen – miejscowość i gmina w Niemczech, w kraju związkowym Badenia-Wirtembergia, w rejencji Fryburg, w regionie Hochrhein-Bodensee, w powiecie Lörrach, wchodzi w skład związku gmin Vorderes Kandertal. Leży na północny zachód od Binzen.
Około 1% powierzchni gminy stanowią lasy a uprawy winorośli 27,5%.

## Zabytki
- kościół pw. św. Piotra (St. Peter) z VIII w., freski malowano od XIII do XV